# Isla San Damian
Isla San Damian är en ö i Mexiko. Den ligger på östkusten av delstaten Baja California Sur, i den västra delen av landet. Den tillhör Loreto kommun och ligger strax öst om Isla San Cosme. Arean är 0,05 kvadratkilometer. Ödlan urosaurus nigricaudus lever på ön.